# Tiriós
Os Tiriós (Tiriyó, Tarona, Pianokoto ou Wu tareno) são um grupo indígena que habita o Amapá e noroeste do estado brasileiro do Pará, mais precisamente o Parque do Tumucumaque, bem como o Suriname (especialmente, a cidade de Kwamalasamutu). O grupo adota o idioma Tiriyó, membro da família Karib, e convive em um meio multilinguistico também com dialetos Tupi e Aruak, e referem-se a si mesmos como Wü Tarëno, que significa "Eu sou daqui, dessa região". O termo Tiriyó é o nome atribuído pelos brancos, mas adotado quando os indígenas se comunicam em português ou conversam com não indígenas.
O contato com os tirió é recente, datando de início da década de 1950, e foi realizado inicialmente por militares e missionários. Posteriormente, na década de 1990, também houve contato com agências governamentais e não governamentais.